# Numărul lui Abbe
Numărul lui Abbe este o constantă adimensională utilizată pentru a descrie proprietățile de dispersie a unei lentile.
Este dat de formula:
{\displaystyle n={\frac {n_{C}-1}{n_{F}+n_{C}}}={\frac {\delta _{e}}{\delta _{F'C'}}},}
unde:
{\displaystyle n_{C}=} indicele de refracție a liniei roșii de cadmiu (644 nm);
{\displaystyle n_{F}=} indicele de refracție al liniei albastre de cadmiu (480 nm);
{\displaystyle \delta _{e}=} unghiul de deviație;
{\displaystyle \delta _{F'C'}=} unghiul de dispersie.
A fost introdus de opticianul german Ernst Karl Abbe , căruia îi poartă numele.